# Warrongo
Warrongo (drugim nazivom warungu) australski je aboridžinski jezik, jedan od desetak jezika marijske grane pamanjunganske porodice jezika. Govorio ga je narod Warrongo, primarno na području Townsvillea, Queensland u Australiji, a regija u kojoj se govorio uključuje područje od rijeke Upper Herbert do planine Garnet. Drugi su nazivi za jezik, među ostalima: Warrangu, Warrango, Warruŋu, War-oong-oo, Gudjala i Gudjal, a karakterističan je po sintaktičkoj ergativnosti.
Posljednji izvorni govornik jezika warrongo bio je Alf Palmer, koji je umro 1981. godine. Prije Palmerove smrti, lingvisti Tasaku Tsunoda i Peter Sutton surađivali su s njim kako bi očuvali jezik. Zahvaljujući njihovom radu, jezik se danas počinje oživljavati.
Prema Ethnologueu, jezik je danas u stanju mirovanja, što znači da warrongo više nema izvornih govornika niti govornika s dobrim poznavanjem jezika.

## Sociolingvistički položaj
Osobe koje se danas smatraju dijelom naroda Warrongo žive unutar nekadašnjeg govornog područja jezika (planina Garnet), ali i izvan njega (Palm Island, Townsville, Ingham, Cardwell i Cairns). Iako je warrongo izumro 1981. godine Palmerovom smrću, u kasnim 1990-ima i ranim 2000-ima manja je skupina ljudi osnovala pokret za oživljavanje jezika, sastavljena većinom od potomaka posljednjih izvornih govornika, a predvođena unukom Alfa Palmera. Skupina je odlučila kontaktirati Tsunodu, jednog od lingvista koji su surađivali s posljednjim govornicima tijekom 1970-ih, te je on između 2002. i 2006. godine održao ukupno 5 nizova predavanja, od kojih je svaki trajao 4 – 5 dana. Jezik je posljedicom toga stekao ograničenu razinu simboličkih funkcija u društvu; počeo se koristiti u zadirkivanju među djecom te za odabiranje osobnih imena.

## Klasifikacija
Smatra se da su postojala barem dva međusobno razumljiva narječja. 
Warrongo pripada (makro)obitelji pamanjunganskih jezika. Najsrodniji su mu jezici gugu badhun (90 % leksičke podudarnosti prema Haleovom leksikonu sačinjenom od 99 stavki) i gujal (94 % leksičke podudarnosti). Sličnosti u fonologiji, zamjenicama i glagolskim korjenima nalažu pripadnost marijskim jezicima (uz bidjara, gungabula, marganj, gunja, biri i nyaygungu), dok je fleksijska morfologija glagola u jeziku slična onoj skupine rijeke Hebert (koja uključuje djirbalski, warrgamay, njavajgijski i manbarra). Pretpostavlja se da bi fleksijski sufiksi glagola mogli biti rezultat masovnog posuđivanja u jezik.

## Fonologija

### Suglasnici
|           | bilabijalni | lamino-dentalni1 | apiko-alveolarni | retrofleksni | lamino-palatalni | dorso-velarni |
| --------- | ----------- | ---------------- | ---------------- | ------------ | ---------------- | ------------- |
| prekidnik | b ⟨b⟩       | (d̪ ⟨dh⟩)         | d ⟨d⟩            |              | ɟ ⟨j⟩            | ɡ ⟨g⟩         |
| nosnik    | m ⟨m⟩       | (n̪ ⟨nh⟩)         | n ⟨n⟩            |              | ɲ ⟨ny⟩           | ŋ ⟨ng⟩        |
| rotik     |             |                  | ɾ ⟨rr⟩           | ɻ ⟨r⟩        |                  |               |
| lateral   |             |                  | l ⟨l⟩            |              |                  |               |
| poluvokal |             |                  |                  |              | j ⟨y⟩            | w ⟨w⟩         |

1. Samo u narječju gugu badhun.

Zvuk [h] pojavljuje se samo u uskliku [hai], 'Bok!' i uskliku iznenađenja [haha] (ili [ha:ha:]). 
Dentalizirani suglasnici obično se pojavljuju samo u narječju gugu badhun. 
Alveolarni aproksimant [ɹ] se navodno također pojavljuje u narječju gugu badhun. 
Retrofleksni aproksimant /ɻ/ u odstupu sloga nerijetko se može realizirati kao retrofleksni dotačnik [ɽ]. 
Lamino-palatalni prekidnik je fonetski u većini slučajeva afrikat [tʃ] ili [dʒ].
Ozvučivanje nije razlikovno između prekidnika. Pravila za ozvučivanje su relativno složena, ali ih je nemoguće predvidjeti u apsolutno svim slučajevima. Čimbenici u ozvučivanju su mjesto artikulacije (što je više naprijed prekidnik artikuliran, veća je vjerojatnost da će biti ozvučen), fonetsko okruženje, položaj u odnosu na granice riječi, a moguće i duljina riječi, broj slogova koji slijede prekidniku te mjesto naglaska.

### Samoglasnici
Warrongo razlikuje tri samoglasnika: /a/, /i/ i /u/ (u ortografiji ⟨o⟩). Dužina je razlikovna samo za /a/, čiji je dugi pandan ortografski prikazan kao ⟨aa⟩. Fonem /u/ ima dva alofona: [u] i [o] (od kojih niti jedan ne zahtjeva zaokruživanje usana), čija realizacija ovisi o prethodnom suglasniku. Oba se mogu pojaviti samo nakon /b/, /m/ i /j/, a iza ostalih se suglasnika pojavljuje isključivo [o]. Alofonska realizacija /i/ upravljana je složenijim pravilima, ali [i] je generalno jedini alofon iza /ɟ/ˌ /ɲ/ˌ /ŋ/ i /w/, dok su iza gotovo svih ostalih suglasnika jednako mogući alofoni [i] i [e].

## Vrste riječi
Warrongo razlikuje pet vrsta riječi: imenice, (osobne) zamjenice, prilozi, glagoli i usklici. Većina njih sadrži upitne i pokazne varijante. Primjer upitne imenice je wrg. ngani, „što”, a wrg. ngoni, „tamo” je pokazni prilog. Upitni glagol je, primjerice, wrg. ngani-nga-L, „raditi što”, a pokazni wrg. yama-nga-L, „činiti tako”. Gotovo sve riječi pripadaju isključivo jednoj vrsti, dok se promjena vrste riječi ostvaruje derivacijskim sufiksima. Pridjevi ne sačinjavaju zasebnu vrstu riječi jer dijele morfološke karakteristike i sintaktičke uloge s imenicama. Postoji i desetak enklitika s raznim funkcijama: naglasak, fokus, intenziviranje, ili riječi značenja poput „samo”, „dovoljno”, „također”, „ne znam”, „protučinjenično”.

## Morfologija imenica
Imenice se uglavnom ne sklanjaju po rodu i broju, a zamjenice imaju različite oblike ovisno o broju (jednina, dvojina i množina) i licu (prvo, drugo i treće). I imenice i zamjenice se, doduše, sklanjaju po padežu. Padežni nastavci imaju alomorfe ovisno o završnom fonemu osnove uz neke osobitosti zamjenica te vlastitih i rodbinskih imenica koje završavaju samoglasnikom. U jeziku se pronalazi i nekoliko nepravilnih imenica.

### Padeži
Imenice imaju samo jedan oblik bez nastavaka u nominativu (koji se upotrebljava kao subjekt neprijelaznog glagola) i akuzativu (koji se upotrebljava kao objekt prijelaznog glagola), dok ergativ (koji se upotrebljava kao subjekt prijelaznog glagola) ima nastavak. Zamjenice se pak u nominativu i ergativu podudaraju u osnovi, dok u akuzativu imaju nastavak. U iznimnim slučajevima, zamjenice u trećem licu dvojine i množine, kao i vlastite te rodbinske imenice koje završavaju samoglasnikom, dobivaju zaseban nastavak za svaki od ta tri padeža. Ergativom se, ako se koristi s neživim imenicama, može označavati i instrument.
Lokativom se opisuje put ili odredište kretanja, lokaciju, vremensko trajanje, instrument (i sredstvo), društvo (tj. značenje „zajedno s”) te uzrok ili razlog. Dativom se označava svrhu, uzrok i razlog, vlasništvo (doduše rijetko), cilj i smjer kretanja, primatelja, vremensko trajanje ili krajnju točku u vremenu, u nekim sintaktičkim konstrukcijama i temeljni argument te komplement neprijelaznim glagolima ili imenicama značenja „voljeti”, „biti dobar (prema nekome)”, „znati” ili „zaboraviti”. Genitiv se koristi samo uz žive imenice i njime se označava, osim tipičnog posjednika i srodnih funkcija, i beneficijar, primatelj ili dopuna nekim glagolima i imenicama. Ablativom se najčešće označava razlog ili vremensko ili prostorno polazište. Komitativ naizgled ima širok raspon značenja, od kojih su neka i idiomatska, ali vjerojatno najčešće odgovara vezniku „s(a)”.
Genitivni, ablativni i komitativni nastavci mogu biti popraćeni drugim padežnim nastavcima. Neki prilozi mogu zaprimiti padežne nastavke: lokativ (po izboru za priloge mjesta), dativ (značenja „do”, po izboru za priloge mjesta, ali obavezno za priloge vremena) ili ablativ (obavezno ako je značenje „od” u vremenskom ili prostornom smislu). Prilozi načina ne mogu zaprimiti padežne nastavke – to ih razlikuje od imenica koje izražuju slična značenja; te se imenice moraju slagati u padežu s imenicama koje modificiraju.

## Morfologija glagola
Glagoli u warrongu dijele se na tri klase koje karakterizira prisutnost „konjugacijske oznake”, -l-, -y- ili -∅-, koja se pojavljuje u određenim glagolskim oblicima. Glagoli dobivaju nastavke za promjenu valencije ili za vrijeme/način (buduće vrijeme, dva ili tri nebuduća vremena, imperativ, aprehenzijski način). Postoje i namjenski oblici glagola koji naznačuju namjeru u ulozi predikata nezavisne surečenice ili kod glagola zavisnih surečenica naznačuju svrhu, rezultat ili uzastopne radnje.

## Sintaksa

### Red riječi u rečenici
Red riječi je slobodan i smatra se da struktura informacija na njega nema utjecaj. Sastavnice pojedine fraze ne moraju graničiti. Brojevne imenice obično slijede glavnu imenicu, a atributi slični pridjevima obično joj prethode. Argumenti najčešće prethode glagolima, a argument agensa prijelaznog glagola najčešće prethodi argumentu trpitelja iako je većinom izražen samo jedan od njih.

### Složene rečenice i koreferencijalnost
Tri najčešća načina spajanja surečenica su rečenični niz (spojene surečenice koje imaju različite intonacijske konture), koordinacija (spojene surečenice sa zajedničkom intonacijskom konturom i zajedničkom konjugacijskom kategorijom poput vremena) i subordinacija. Najčešći tip subordinacije je namjenski.

Ukoliko postoje zajednički argumenti, veća je vjerojatnost da će biti eliptirani iz druge surečenice ako je ona podređena nego ako je riječ o rečeničnom nizu. Ograničenja sintaktičke funkcije zajedničkog argumenta tipična su za sintaktički ergativne jezike. Zajednički argument mora imati istu funkciju u obje surečenice ili biti neprijelazni subjekt (S) u jednoj te prijelazni objekt (O) u drugoj:
Bama-nggo        warrngo     mayga-n       yani-yal.
muškarac-ERG   žena.ABS    reći-nesvrš.    ići-namj.
„Muškarac je ženi rekao da ode.” 

(Objekt glavne surečenice je koreferencijalan s eliptiranim subjektom zavisne surečenice.)
Ako je zajednički argument tranzitivni agens (A) u jednoj od surečenica, bit će primijenjena antipasivizacija. Označava se glagolskim nastavkom i utječe na padeže argumenata glagola. U usporedbi s osnovnim glagolom koji A označava ergativom/nominativom, a O nominativom/akuzativom, antipasivizirani glagol označava A nominativom, a O ergativom ili dativom. Subjektni argument tada može biti koreferentan s trpiteljem prijelaznog glagola ili subjektom neprijelaznog:
Gorngga-do    birgo          mayga-n        wajo-gali-yal.
muž-ERG         žena.ABS    reći-nesvrš.     kuhati-ANTIP-namj.
„Muž je (svojoj) ženi rekao neka kuha.” 

(Objekt glavne surečenice koreferencijalan je s tranzitivnim agensom zavisne surečenice zbog čega je potreban antipasiv.)

## Vanjske poveznice
- Bibliografija naroda Gugu Badhun i jezični izvori, na Australskom institutu za studije Aboridžina i otočana Torresovog tjesnaca
- Warrungu (na japanskom)
- Warrungu priče i konkordanca (snimke s transkripcijom, interlinearnim prijevodom i punim prijevodom)
- Karta Australije koja pokazuje gdje se govore različiti jezici, uključujući Warrungu
- World: Dying Words – Lingvisti izražavaju zabrinutost nad sudbinom ugroženih jezika (prvi dio)